# Chiesanuova (Turijn)
Chiesanuova is een gemeente in de Italiaanse provincie Turijn (regio Piëmont) en telt 231 inwoners (31-12-2004). De oppervlakte bedraagt 4,0 km², de bevolkingsdichtheid is 58 inwoners per km².

## Demografie
Chiesanuova telt ongeveer 133 huishoudens. Het aantal inwoners daalde in de periode 1991-2001 met 4,3% volgens cijfers uit de tienjaarlijkse volkstellingen van ISTAT.
| Jaar | Inwoneraantal |
| ---- | ------------- |
| 1991 | 208           |
| 2001 | 199           |

## Geografie
Chiesanuova grenst aan de volgende gemeenten: Frassinetto, Pont-Canavese, Borgiallo, Cuorgnè.
1. ↑  https://demo.istat.it/?l=it.